# Андрієнко Олег Віталійович
Оле́г Віта́лійович Андріє́нко (26 серпня 1983 року, Запоріжжя — 11 січня 2021 року, Піски, Покровський район, Донецька область) — старший солдат, стрілець-помічник гранатометника 37-го окремого мотопіхотного батальйону «Запоріжжя» 56-ї окремої мотопіхотної Маріупольської бригади Збройних сил України, учасник російсько-української війни.

## Із життєпис
Учасник Антитерористичної операції на сході України та операції Об'єднаних сил на території Луганської та Донецької областей.
Мешканець м. Запоріжжя. До ЗС України був призваний у 2015 році за мобілізацією, службу розпочав у 36 ОБрМП. У серпні 2019 року підписав контракт, спочатку в розвідувальний підрозділ 56 ОМПБр, а згодом був переведений до іншої роти на посаду стрільця.
Характеризувався лише з позитивної сторони: був стриманим, розумним, спеціалістом з військової справи. Мав неабиякий авторитет у колективі, завжди з позитивним настроєм та презирством до страху. Дуже багато читав літератури з військової тематики (про розвідку, снайперську справу), займався спортом для себе, навіть просто на позиціях, цікавився зброєю, тямив у ній і вмів добре стріляти.
У складі розвідувального взводу 56 ОМПБр виконував бойові завдання в районі Донецького аеропорту: у 2019 році він разом із побратимами підірвали вхід та вихід у першому колекторі під злітною смугою, це була дуже ризикована операція, проте вона відбулася успішно та надала нашим силам повний контроль над підступами до однієї з передових наших позицій.
Загинув під час виконання бойового завдання, близько 15:30 11 січня 2021 року, внаслідок смертельного кульового поранення під час снайперського обстрілу, вчиненого окупаційно-терористичними силами найманців Російської Федерації. За словами волонтерів фонду «Повернись живим», перед обстрілом окупанти розстріляли камери відеоспостереження.
Похований 14 січня 2021 року в м. Запоріжжя. Публічна церемонія прощання відбулась на майдані Героїв Революції. У військовика залишилися син, котрий не досяг однорічного віку, дружина, мати та брат — військовослужбовець того ж підрозділу.

## Нагороди та вшанування
- Орден «За мужність» III ступеня (18.08.2021, посмертно) — за особисту мужність і самовіддані дії, виявлені у захисті державного суверенітету та територіальної цілісності України[6].
- Нагороджений орденом «За заслуги перед Запорізьким краєм» третього ступеня (посмертно)[7].
- Вшановується в меморіальному комплексі «Зала пам'яті», в щоденному ранковому церемоніалі 11 січня[8][9].